# Psychologische horror
Psychologische horror is een film- en computerspelgenre. Het is een subvorm van het horrorgenre, waarin het primaire doel is om de kijker of speler gigantisch bang te maken.
Dit genre is gebaseerd op angsten, schuld, geloven, enge geluidseffecten en emotionele instabiliteit van mensen om spanning op de bouwen. Een psychologische horror draait, in tegenstelling tot de splatterfilm, niet om bloed en geweld. Vaak draaien deze films en spellen niet om een monster, maar om een normaal persoon, waarvan pas in het midden of aan het einde van het verhaal duidelijk wordt, wat voor afschrikwekkend persoon dit is.

## Karakteristieken
Psychologische horror is subtieler van aard in vergelijking met traditionele horror en toont minder fysieke schade. Het genre richt zich op het mentaal beïnvloeden van de kijker of speler, in tegenstelling tot de splatterfilm en slasher-film. Het genre creëert bij de kijker of speler een oncomfortabel gevoel door universele psychologische kwetsbaarheden en angsten van mensen te gebruiken, vooral de delen van de menselijke psychologie die men probeert te onderdrukken of ontkennen.
De psychologische aspecten komen voort uit het menselijk brein. Splatterfilms draaien meestal om bizarre of met aliens in verband staande angsten, maar de psychologische horror speelt in op de slechte kant van een doorsnee persoon. Men zou daarom ook kunnen zeggen dat de psychologische horror een subgenre is van de thriller, in tegenstelling tot horror. Maar het essentiële deel van de psychologische horror is het publiek mentaal bang maken, wat niet zo is bij de psychologische thriller.
Een ander aspect van de psychologische horror is lichaamshorror. Dit is het tonen van abnormaal gedrag, experimentatie op mensen, ziektes, lijden, enzovoort, om zo een oncomfortabel gevoel te creëren.

## Voorbeelden
Franchise:
- Neon Genesis Evangelion

Films:
- The Ring[1]
- The Blair Witch Project
- The Shining[1]
- Paranormal Activity
- Psycho
- Psycho II
- Kom en zie

Computerspellen:
- Condemned: Criminal Origins[8] en vervolg Condemned 2: Bloodshot
- Silent Hill
- Eternal Darkness: Sanity's Requiem
- Slender
- Alan Wake
- Doki Doki Literature Club!
- F.E.A.R.

Boeken:
- Rosemary's Baby[1]